# Egersund
Egersund is een stadje aan de zuidwestkust van Noorwegen. Het is de hoofdplaats van de gemeente Eigersund in de provincie Rogaland. Egersund heeft 9.707 inwoners (2007) en een oppervlakte van 6,17 km².
Egersund heeft de grootste visserijhaven van Noorwegen, gemeten naar de hoeveelheid aan land gebrachte vis. De visserij en andere zeevaartactiviteiten vormen de belangrijkste industrie van Egersund. De stad heeft een natuurlijke haven en was al in de Vikingtijd een belangrijke havenplaats.
Het stadje had een bekende fabriek voor faience-aardewerk. De fabriek werd in 1979 gesloten maar de stad heeft nog steeds een museum waar de plaatselijke faience getoond wordt. Een andere bezienswaardigheid is Stoplesteinan, een steencirkel van onbekende oorsprong. Het is mogelijk een monument dat op een begraafplaats werd gebouwd. Volgens de plaatselijke folklore was het in gebruik als ding tijdens de Vikingtijd.
Egersund kreeg stadsrechten in 1798. Het was een eigen gemeente van 1938 tot 1965, toen het fuseerde met Eigersund.
De plaats ligt aan de weg Riksvei 44 tussen Stavanger en Flekkefjord. Egersund heeft een station aan de spoorlijn tussen Stavanger en Kristiansand.
Anna Bugge (1862-1928) werd geboren in Egersund. Ze was een voorvechter voor gelijke rechten voor vrouwen (waaronder het stemrecht) en was lid van de permanente mandaatcommissie van de Volkenbond als diplomaat voor Zweden.

## Geboren in Egersund
- Bengt Sæternes (1975), voetballer
- Johan Lædre Bjørdal (1986), voetballer
- Fredrik Dversnes (1997), wielrenner